# رامون مندوزا
رامون مندوزا (انگلیسی: Ramón Mendoza؛ زاده ۱۸ آوریل ۱۹۲۷ – درگذشته ۴ آوریل ۲۰۰۱) وکیل و اهالی کسب‌وکار اهل اسپانیا بود. وی ریاست باشگاه رئال مادرید را از ۱۹۸۵ تا ۱۹۹۵ برعهده داشت.
رامون مندوزا در ۴ آوریل ۲۰۰۱، در سن ۷۳ سالگی درگذشت.